# گری سایر
گری سایر (انگلیسی: Gary Sawyer؛ زادهٔ ۵ ژوئیهٔ ۱۹۸۵) بازیکن فوتبال اهل بریتانیا است.
از باشگاه‌هایی که در آن بازی کرده‌است می‌توان به باشگاه فوتبال بریستول راورز، باشگاه فوتبال اکستر سیتی، باشگاه فوتبال ویموث، باشگاه فوتبال لیتون اورینت، باشگاه فوتبال پلیموث آرگیل، و باشگاه فوتبال بریستول سیتی اشاره کرد.